# Wilhelm Schöbel
Wilhelm Schöbel (*  9. September 1926 in Trebnitz (heute Třebenice in Tschechien); † 21. November 2011 in Fulda) war ein deutscher Verbandsfunktionär in verschiedenen Vertriebenenverbänden und gilt als Wegbereiter der Städtepartnerschaft zwischen Leitmeritz und Fulda.

## Leben
Wilhelm Schöbel absolvierte in seiner böhmischen Heimat eine Lehre als Gärtner und begann zu arbeiten. Mit Beginn des Zweiten Weltkriegs wurde er zum Kriegsdienst eingezogen und gelangte danach in amerikanische Gefangenschaft. Nach der Entlassung wohnte er ab 1947 mit seinen Eltern in Fulda. Dort engagierte er sich ehrenamtlich ab 1951 bis 1965 als Kreisvorsitzender der Deutschen Jugend des Ostens (DJO). 1953 war er maßgeblich am Bau des DJO-Heimes in Fulda beteiligt, welches er fast 60 Jahre bis zu seinem Tod betreute.
Ebenfalls ab 1951 war er im Kreisvorstand der Sudetendeutschen Landsmannschaft tätig, ab 1971 als Kreisobmann. Hier war er hauptsächlich, ebenso wie im Bund der Vertriebenen, in dem er ebenfalls als stellvertretender Kreisvorsitzender im Vorstand tätig war, in der  Basisarbeit bei der Organisation von Veranstaltungen und der Mitgliederbetreuung tätig. 
Sein ganz besonderes Interesse galt dem Heimatkreis Leitmeritz, in dem sich Vertriebene aus seiner Heimat, die heute verstreut in ganz Deutschland leben, zusammengeschlossen haben. Seit 1987 war er stellvertretender Vorsitzender und ab 1991 bis 2007 Vorsitzender. Während dieser Zeit verbrachte er soviel Zeit für sein Ehrenamt, als wäre er hauptberuflich tätig. Maßgeblich beteiligt war er dabei an der Begründung der Städtepartnerschaft zwischen Litoměřice und Fulda im Jahr 2001 und der Gründung des Freundeskreises Fulda-Leitmeritz/Litoměřice.

## Ehrungen
- 1987: Silbernen Ehrennadel des BdV-Bundesverbandes
- 1990: Verdienstmedaille der Bundesrepublik Deutschland
- 1995: Lodgman-Plakette der Sudetendeutschen Landsmannschaft
- 2002: Winfried-Preis der Dr.-H.-G.-Waider-Stiftung für Völkerverständigung und Frieden